# 지지 벨리스타

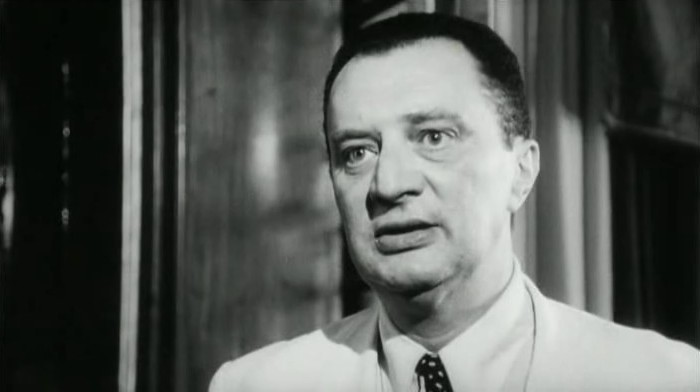

지지 벨리스타(Gigi Ballista, 1918년 12월 1일 ~ 1980년 8월 2일)는 이탈리아의 배우이다.
피렌체에서 태어났으며 로마에서 사망하였다.

## 영화
- 미드나잇 익스프레스 (1978년) - 판사 역
- 살롱 키티 (1976년)
- 스타비스키 (1974년)
- 로마 베네 (1971년)
- 칼리파 부인 (1970년)
- 산타 비토리아의 비밀 (1969년)
- 콜포 디 솔 (1968년)
- 클라이막스 (1967년)
- 더 퀸스 (1966년)
- 마담 시뇨리 (1965년)